# ラヴ・ソングス (エルトン・ジョンのアルバム)
『ラヴ・ソングス』（Elton John's Love Songs）は、1995年に発表されたエルトン・ジョンのベスト・アルバム。及びその映像版ソフト。

## 解説
バラード曲を集めたベスト・アルバム。「ラブソング」というコンセプトで企画されたもの。集められた楽曲をそれまでの編年的な曲順とは違い、1枚のアルバムとして成立するように並べかえている。
先行して発売された英国版が日本でも発売されている。米国版は翌年の発売で、選曲が一部違い、2曲が加えられた。
他、映像版『Love Songs〜グレイテスト・ビデオ・ヒッツ〜』も発売された。
1996年には『Love Songsメガ・エディション』として、ボーナスディスクが付属して発売された。

## 収録曲

### 日本（英国）版
1. サクリファイス - "Sacrifice"
2. キャンドル・イン・ザ・ウィンド（風の中の火のように） - "Candle in the Wind"
3. ブルースはお好き? - "I Guess That's Why They Call It the Blues"
4. 僕の瞳に小さな太陽（ライヴ） - "Don't Let the Sun Go Down on Me"（with ジョージ・マイケル）
5. 悲しみのバラード - "Sorry Seems to Be the Hardest Word"
6. ブルー・アイズ - "Blue Eyes"
7. ダニエル - "Daniel"
8. 悲しみのニキタ - "Nikita"
9. 僕の歌は君の歌 - "Your Song"
10. ザ・ワン - "The One"
11. 僕を救ったプリマドンナ - "Someone Saved My Life Tonight"
12. トゥルー・ラヴ - "True Love"（with キキ・ディー）
13. 愛を感じて - "Can You Feel the Love Tonight?"
14. サークル・オブ・ライフ - "Circle of Life"
15. ブレスド〜まだ見ぬ我が子へ〜 - "Blessed"
16. プリーズ - "Please"
17. ソング・フォー・ガイ - "Song for Guy"

#### ボーナスディスク
1. リヴ・ライク・ホーセズ - "Live Like Horses"（with ルチアーノ・パヴァロッティ）
2. リヴ・ライク・ホーセズ（ソロヴァージョン） - "Live Like Horses"
3. リヴ・ライク・ホーセズ（ライヴ） - "Live Like Horses"［Live］（with ルチアーノ・パヴァロッティ）
4. ブルースはお好き?（ライヴ） - "I Guess That's Why They Call It The Blues"［Live］

海外でのチャリティーシングル。パヴァロッティが主催するチャリティーコンサート「パヴァロッティ&フレンズ」に出演のため、次のアルバム『ビッグ・ピクチャー』用の曲「リヴ・ライク・ホーセズ」を提供。一部をイタリア語に書き換えたものをデュエットした。1996年6月21日にこのコンサートでのパフォーマンスも2曲収録。

### 米国版
1. 愛を感じて - "Can You Feel The Love Tonight?"
2. ザ・ワン - "The One"
3. サクリファイス - "Sacrifice"
4. ダニエル - "Daniel"
5. 僕を救ったプリマドンナ - "Someone Saved My Life Tonight"
6. 僕の歌は君の歌 - "Your Song"
7. 僕の瞳に小さな太陽（ライヴ） - "Don't Let The Sun Go Down On Me"（with ジョージ・マイケル）
8. ビリーヴ - "Believe"
9. ブルー・アイズ - "Blue Eyes"
10. 悲しみのバラード - "Sorry Seems To Be The Hardest Word"
11. ブレスド〜まだ見ぬ我が子へ〜 - "Blessed"
12. キャンドル・イン・ザ・ウィンド（風の中の火のように） - "Candle In The Wind"
13. ユー・キャン・メイク・ヒストリー - "You Can Make History(Young Again)"
14. ノー・ヴァレンタイン - "No Valentines"
15. サークル・オブ・ライフ - "Circle Of Life"

13,14曲目は新曲。作詞バーニー・トーピン、作曲エルトン・ジョン。

### 映像版
PVを収録。＊はライヴ演奏を収録。
1. サクリファイス - "Sacrifice"
2. キャンドル・イン・ザ・ウィンド（風の中の火のように）＊ - "Candle In The Wind"
3. ブルースはお好き? - "I Guess That's Why They Call It The Blues"
4. 僕の瞳に小さな太陽（ライヴ） - "Don't Let The Sun Go Down On Me"（with ジョージ・マイケル）
5. 悲しみのバラード ＊ - "Sorry Seems To Be The Hardest Word"
6. ブルー・アイズ - "Blue Eyes"
7. ダニエル ＊ - "Daniel"
8. 悲しみのニキタ - "Nikita"
9. 僕の歌は君の歌 ＊ - "Your Song"
10. ザ・ワン - "The One"
11. 僕を救ったプリマドンナ ＊ - "Someone Saved My Life Tonight"
12. トゥルー・ラヴ - "True Love"（with キキ・ディー）
13. 愛を感じて - "Can You Feel The Love Tonight?"
14. サークル・オブ・ライフ - "Circle Of Life"
15. ブレスド〜まだ見ぬ我が子へ〜 - "Blessed"
16. プリーズ - "Please"
17. ソング・フォー・ガイ ＊ - "Song For Guy"
18. ビリーヴ - "Believe"

## 同タイトルの別盤
「Love Songs」のタイトルでの編集盤は各国で多数存在する。日本では同タイトルの音源が2種類存在していた。後にCD化され、1980年代後期に『ラヴ・ソングスVol.1』、『ラヴ・ソングスVol.2』のタイトルで発売された。

### ラヴ・ソングスVol.1
DJM時代のラヴソングを集めたもの。シングルカットされたものから、アルバム収録の地味な佳作まで取り揃えている。
1. スイート・ペインテッド・レディ - "Sweet Painted Lady"
2. ピンキー - "Pinky"
3. 風の中の火のように（孤独な歌手、ノーマ・ジーン） - "Candle In The Wind"
4. ベイビーと僕のためのブルース - "Blues For My Baby And Me"
5. 僕を救ったプリマドンナ - "Someone Saved My Life Tonight"
6. ハイ・フライング・バード - "High Flying Bird"
7. ハーモニー - "Hurmony"
8. 僕の歌は君の歌 - "Your Song"
9. 君は護りの天使 - "I Need You Turn To"
10. ハイアントンの想い出 - "First Episode At Hienton"
11. 可愛いダンサー（マキシンに捧ぐ） - "Tiny Dancer"
12. 幼き恋の日々 - "We Will All Fall In Love Sometimes"
13. 僕の瞳に小さな太陽 - "Don't Let The Sun Go Down On Me"

### ラヴ・ソングスVol.2
音源はイギリスで1982年に「Love Songs」のタイトルで発売されたもの。ジャケットは、ドイツ、オランダなどで1983年に発売された際のものを用いている。「ロケット・レコード」レーベル時代からの選曲。日本では上記アルバムの続編として「ラヴ・ソングスVol.2」のタイトルとなった。選曲、曲順はコンセプトに沿った凝ったものである。曲自体はオリジナルアルバムに収録されたものばかりだが、入手困難なシングル編集版が9曲収録されている。
1. ブルー・アイズ - "Blue Eyes"
2. リトル・ジニー - "Little Jeannie (Single Edit)"
3. 恋という名のゲーム - "Sartorial Eloquence "
4. 愛の輝き - "Shine on Through"
5. 愛しのクローエ - "Chloe (Single Edit)"
6. エルトンズ・ソング - "Elton's Song"
7. トゥナイト - "Tonight (Single Edit)"
8. ソング・フォー・ガイ - "Song for Guy"
9. 悲しみのバラード - "Sorry Seems to Be the Hardest Word"
10. 君はプリンセス - "Princess (Single Edit)"
11. カメレオン - "Chameleon (Single Edit)"
12. リターン・トゥ・パラダイス - "Return to Paradise (Single Edit)"
13. 愛のおとしあな - "Never Gonna Fall in Love Again"
14. ストレンジャーズ - "Strangers (Single Edit)"
15. ある男の終曲 - "Someone's Final Song (Single Edit)"
16. ウェスタン・フロント - "All Quiet on the Western Front (Single Edit)"